# Shenandoah (Iowa)
Shenandoah – miasto w Stanach Zjednoczonych, w stanie Iowa, w hrabstwie Fremont i Page. W 2000 liczyło 5564 mieszkańców.